# Vostok (Sakhalín)
|  | Per a altres significats, vegeu «Vostok». |

Vostok (en rus: Восток) és un poble de l'óblast de Sakhalín, a l'Extrem Orient de Rússia, que el 2013 tenia 2.214 habitants. Pertany al districte de Poronaisk.